# Hydrablabes periops
Hydrablabes periops är en ormart som beskrevs av Günther 1872. Hydrablabes periops ingår i släktet Hydrablabes och familjen snokar. IUCN kategoriserar arten globalt som livskraftig. Inga underarter finns listade i Catalogue of Life.
Arten förekommer i Malaysia, Indonesien och Brunei. Den vistas i kulliga områden mellan 350 och 750 meter över havet. Hydrablabes periops jagar sina byten i mindre vattendrag i skogar.